# Houria Aichi
Houria Aichi   (Batna, segle XX) és una cantant algeriana que interpreta música chaoui, nascuda a Batna, a l'Aurés d'Algèria.

## Biografia
Va estudiar el batxillerat a l'Institut Constantina i després entrà a la Universitat d'Alger. Es traslladà a la Sorbona per a estudiar psicologia als anys 1970. Era professora de sociologia quan va començar a actuar a l'escenari l'any 1985 per interpretar cançons tradicionals de la seua infantesa (cançons de bressol i d'amor, acompanyades amb instruments tradicionals com ara gasbâ o bendir). Va gravar dos àlbums en aquesta línia. També va contribuir a la música de la pel·lícula Un te al Sàhara de Bernardo Bertolucci (1990). El seu tercer àlbum, Khalwa (la retirada mística), produït amb col·laboració d'Henri Agnel, està dedicat a les cançons sagrades d'Algèria, incloent-hi els dhikrs sufís. Va actuar els anys 2008 i 2013 al festival Al fil de les veus.

## Discografia

### Àlbums
1990 Cants de l'Aurés
- Louance au Prophète
- Elle Sort du Bain
- Chants de Partisans
- Salah
- Fille des Aïth-Abdi
- Fontaine Dis-Moi
- Gloire aux Chaouis
- Soussem
- Médisance
- Berceuse
- Fuite
- Amants
- Mes Frères

1993 Hawa
- Berceuse
- Jamila
- Keira
- Le Cavalier
- Le Desir
- L'Epopee De Messaoud
- Mon Ame Est en Peine
- Said
- Vent De La Montagne-Six Sous
- Vie Noivelle

2001 Khalwa, cants sagrats d'Algèria
- Mewlana
- La Ellaha Illalah (Il n'y a de Dieu que Dieu)
- Khalwa (La retraite spirituelle)
- El Houjjah ('les pèlerins)
- Khaounia (l'adepte): Khaounia Rabbania
- Khaounia (l'adepte): Khaounia Mouradia
- Khaounia (l'adepte): Khaounia El Faidhane
- Khaounia (l'adepte): Ahelill
- Khaounia (l'adepte): El Hachemi
- Khaounia (l'adepte): Atsaligh (Que la priere divine soit sur lr Prophete)
- Sidi Slimane: Sidi Slimane Arraja
- Sidi Slimane: Sidi Slimane El Koubba
- Sidi Slimane: Sidi Slimane Akissaouma
- Sidi Slimane: Sidi Slimane El Wahid

2008 Els cavallers de l'Aurés
- Le cavalier, le cheval et la dame
- Invocation
- Rencontre amoureuse
- Les 6 bonbons
- La jument grise
- Les cavaliers
- Mélancolie
- Les messager
- L'arbre et le caillou
- L'amoureuse

2023Cants cortesos de l'Aurés
- La primevère du printemps
- Sourire d'argent, lèvres de sang
- Sa chevelure soyeuse
- Rencontre nocturne
- Le rendez-vous
- Le serment
- Ta joue rouge carmin
- Le bracelet de cheville
- Hadda
- Le chant du ramier